# Домкрат

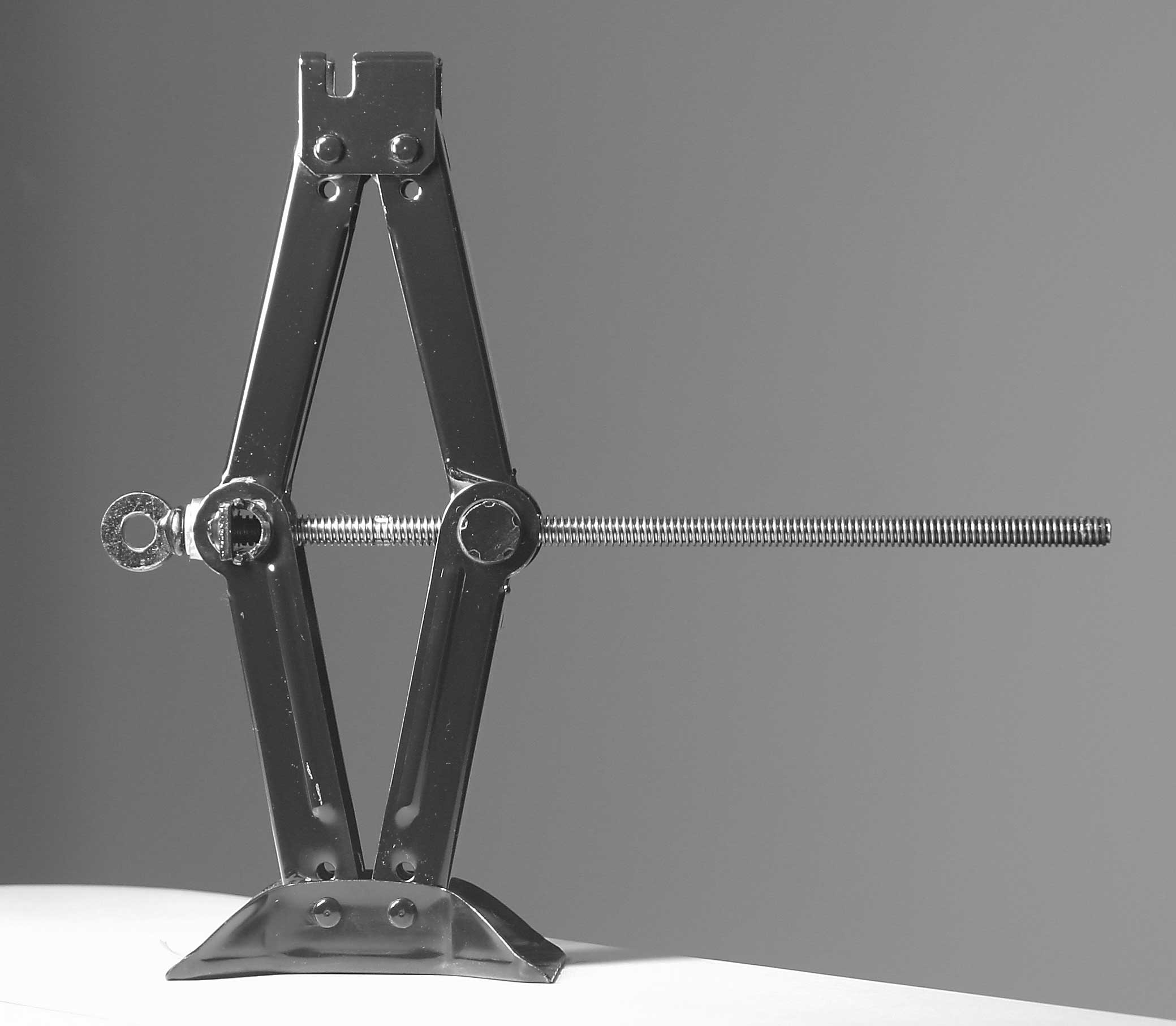
Автомобильный домкрат

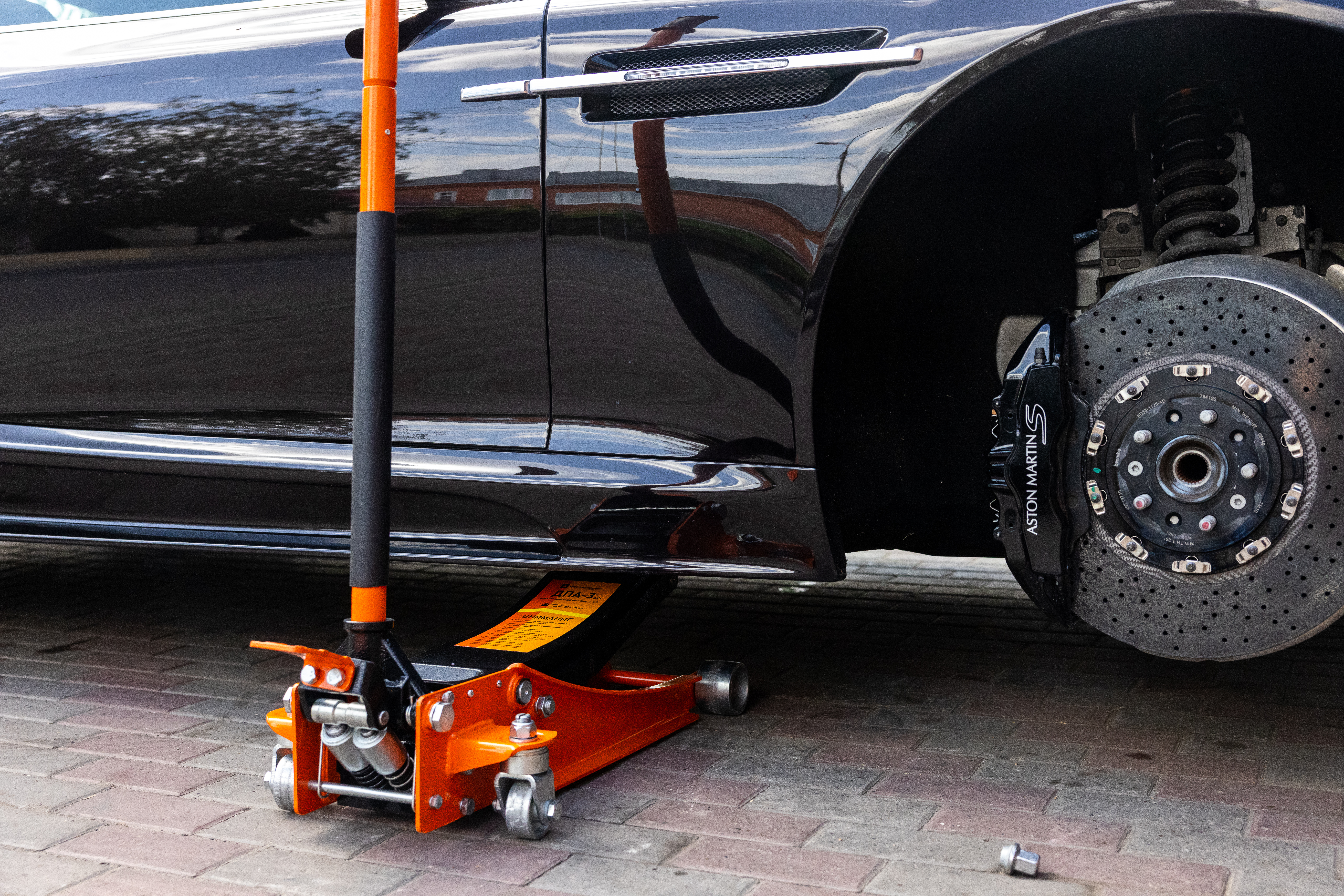
Подкатной автомобильный гидравлический домкрат

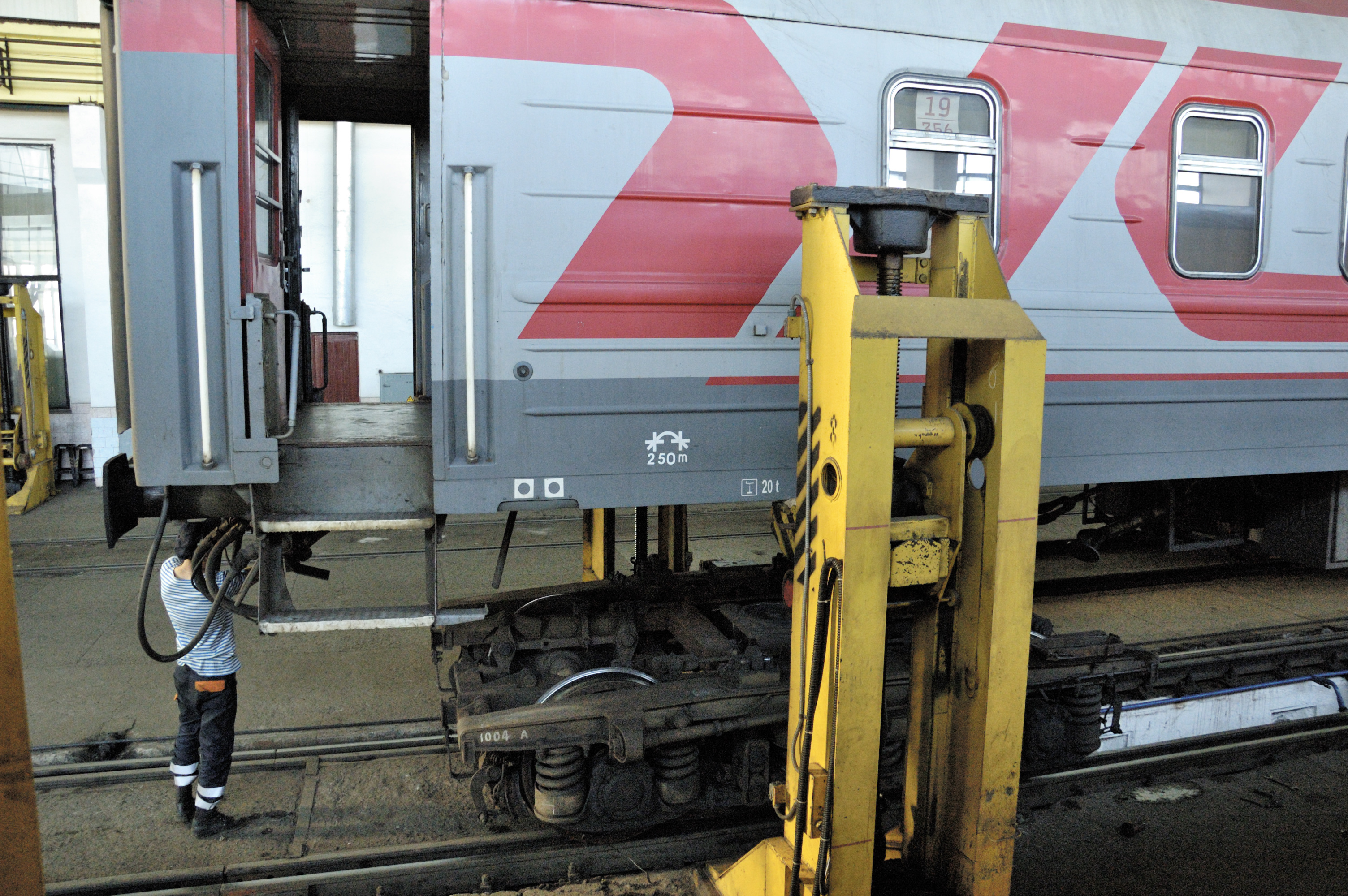
Железнодорожный домкрат УДС-160МА

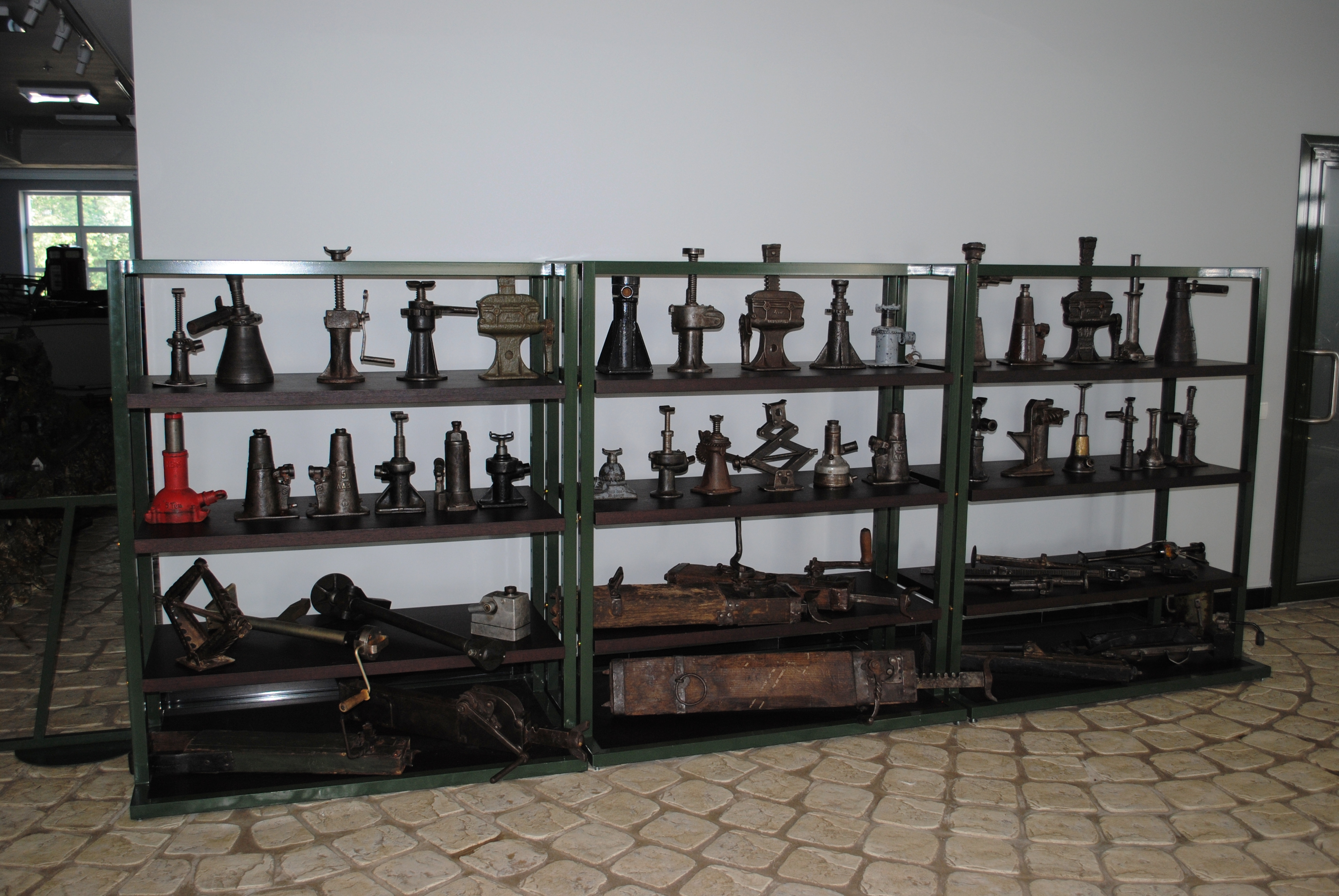
Коллекция домкратов в музее Задорожного

Домкра́т (от нидерл. dommekracht) — стационарный, переносной или передвижной механизм для подъёма опирающегося на него груза. Домкраты бывают реечные, винтовые, гидравлические, клиновые и пневматические.
Наиболее распространённая версия этого механизма — переносной или передвижной домкрат для подъёма автомобиля с целью замены одного или нескольких колёс. Обычно к легковому автомобилю прилагается небольшой винтовой домкрат, приводимый в движение мускульной силой человека.
Домкрат низкий (гидравлический) — грузоподъёмный механизм, гидравлический цилиндр с минимальной длиной штока, разновидность гидравлических домкратов. Отличительной особенностью низких домкратов является малая конструктивная высота корпуса, позволяющая устанавливать такие домкраты в узкие пространства между опорой и объектом, к которому требуется приложить усилие. Разновидности низких домкратов: домкрат низкий (таблетка), домкрат с низким подхватом, домкрат низкий подкатной.
Гидравлический автомобильный домкрат, называемый трансмиссионной стойкой, используется в автосервисах для подъёма и перемещения грузов при монтаже и демонтаже узлов и агрегатов автомобиля, установленных на смотровой яме, эстакаде или подъёмнике. Он представляет собой гидравлическую стойку, сочетающую в одном корпусе гидроцилиндр и ручной поршневой насос, что обеспечивает автономность, высокую эффективность и безопасность во время проведения ремонта. Стойки могут быть укомплектованы различными сменными захватами для снятия того или иного агрегата или узла автомобиля.